# Leeds City Square

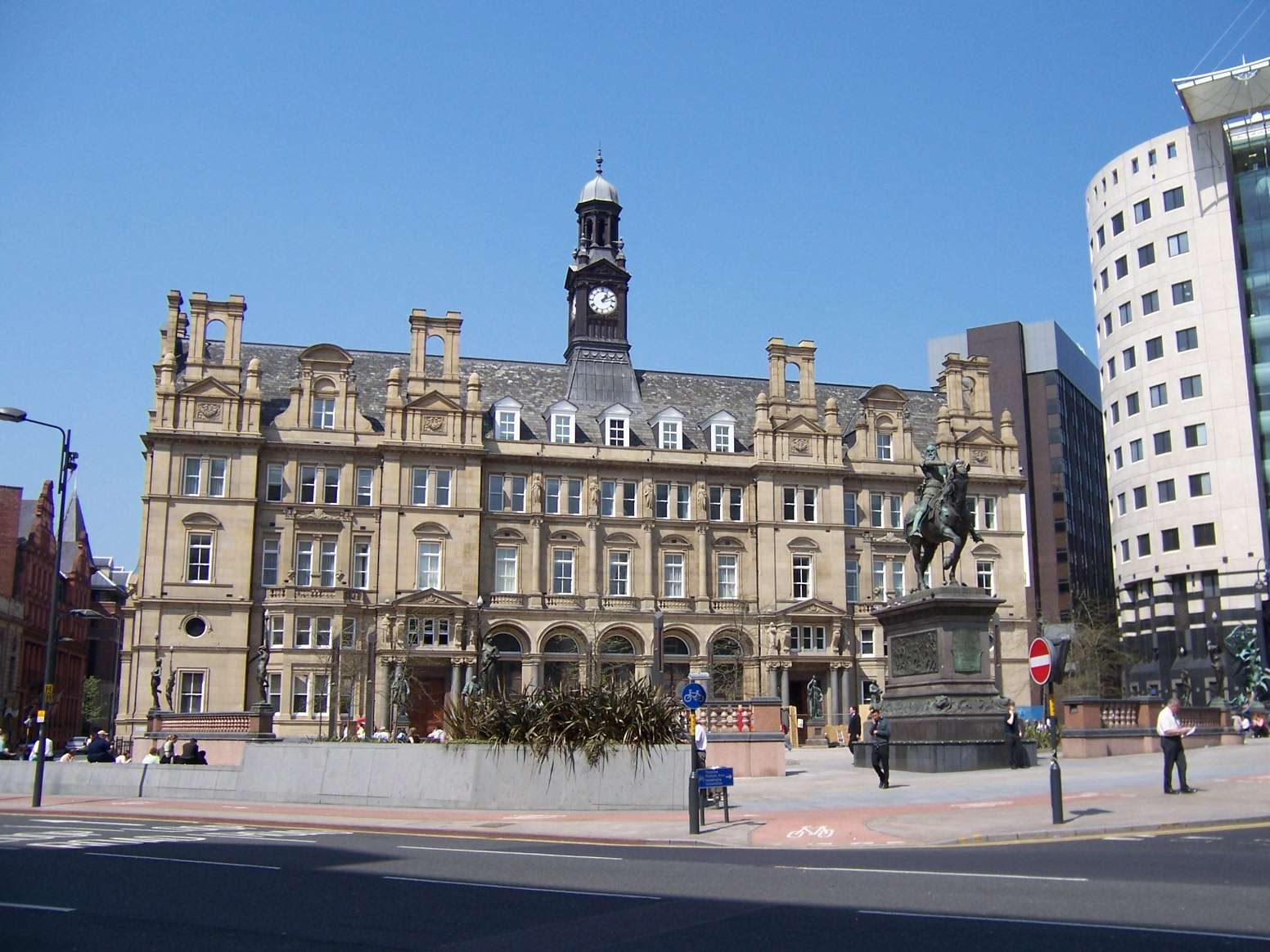
Vue de l'ancienne poste et du City Square de Leeds

Le City Square est une place du centre ville de Leeds dans le West Yorkshire en Angleterre. La place comporte une statue équestre du Prince Noir du sculpteur britannique Thomas Brock, ainsi que les statues de plusieurs personnalités ayant marqué l'histoire de Leeds : Joseph Priestley, John Harrison, James Watt et Walter Hook et huit statues de nymphes du sculpteur Alfred Drury.

## Bibliographie

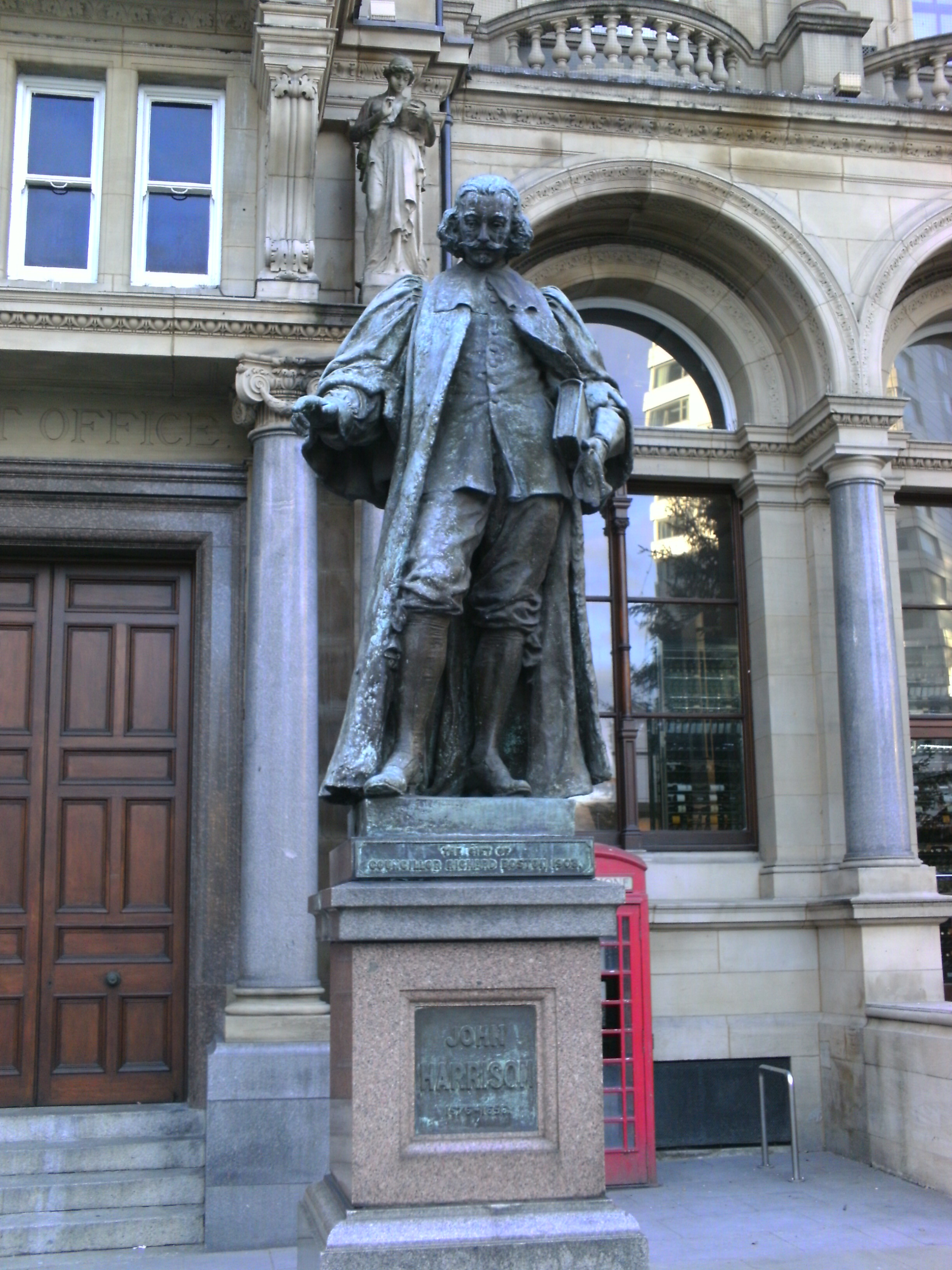
Statue de John Harrison
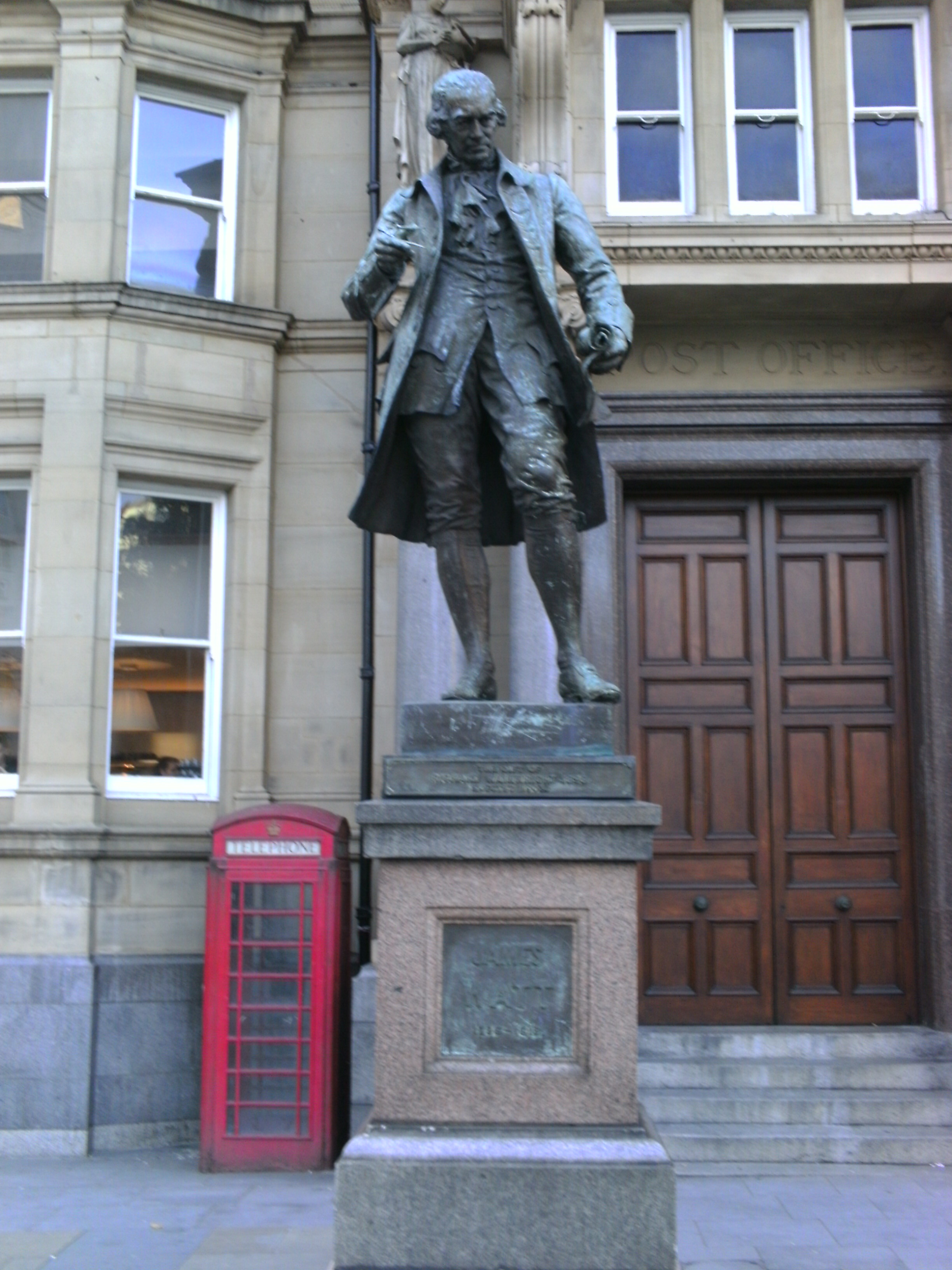
Statue de James Watt
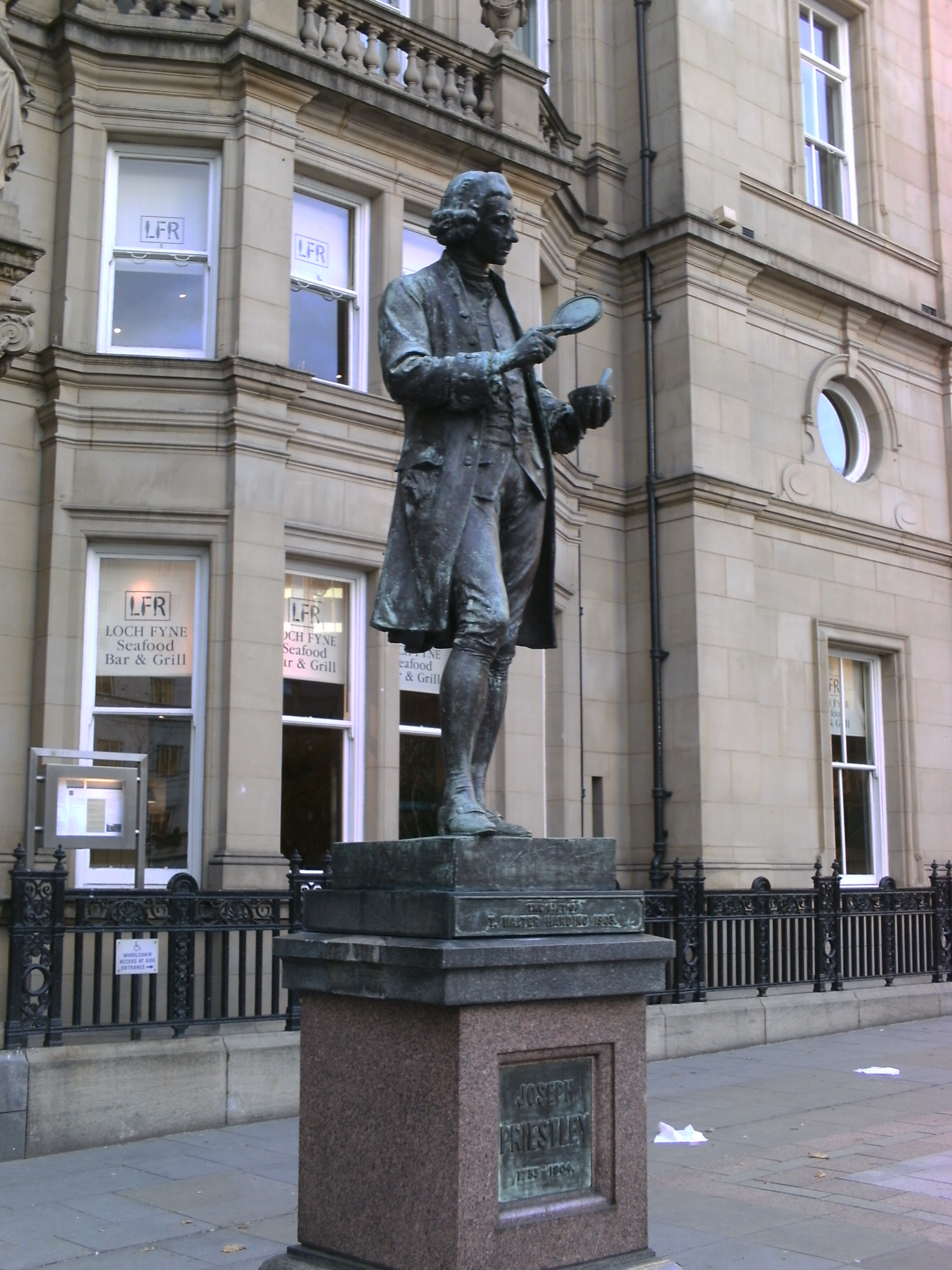
Statue de Joseph Priestley
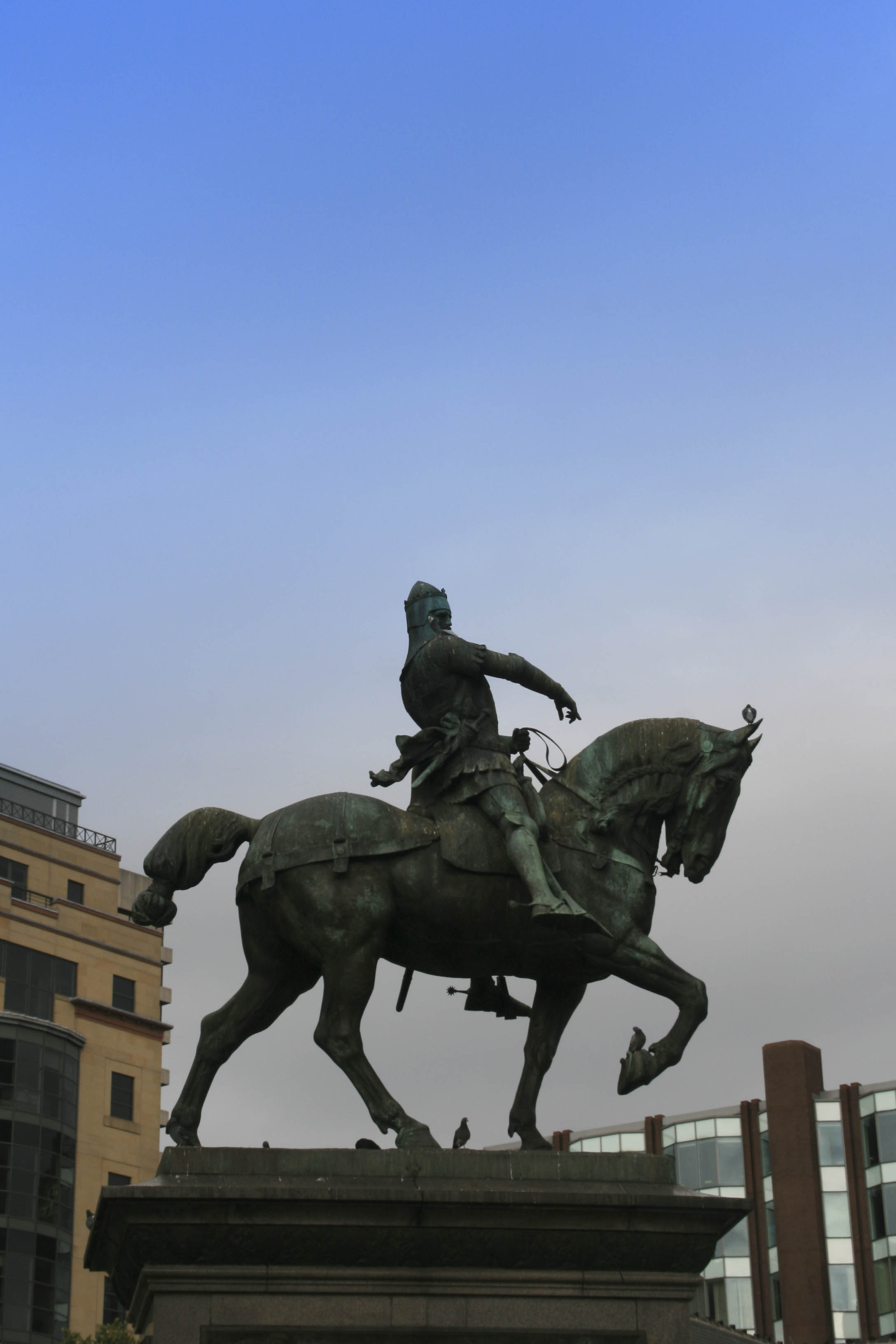
Statue de Edward, Le Prince Noir.